# Rhaphidophora (djur)
Rhaphidophora är ett släkte av insekter. Rhaphidophora ingår i familjen grottvårtbitare.

## Dottertaxa tillRhaphidophora, i alfabetisk ordning[1]
- Rhaphidophora acutelaminata
- Rhaphidophora amboinensis
- Rhaphidophora angulata
- Rhaphidophora angustifrons
- Rhaphidophora arsentiji
- Rhaphidophora baeri
- Rhaphidophora banarensis
- Rhaphidophora beccarii
- Rhaphidophora beta
- Rhaphidophora bicornuta
- Rhaphidophora brevicauda
- Rhaphidophora brevipes
- Rhaphidophora caligulata
- Rhaphidophora cavernicola
- Rhaphidophora chopardi
- Rhaphidophora crassicornis
- Rhaphidophora dammermani
- Rhaphidophora dehaani
- Rhaphidophora deusta
- Rhaphidophora exigua
- Rhaphidophora foeda
- Rhaphidophora gracilis
- Rhaphidophora iliai
- Rhaphidophora invalida
- Rhaphidophora ivani
- Rhaphidophora jambi
- Rhaphidophora kinabaluensis
- Rhaphidophora longa
- Rhaphidophora longicauda
- Rhaphidophora loricata
- Rhaphidophora malayensis
- Rhaphidophora mariae
- Rhaphidophora marmorata
- Rhaphidophora minuolamella
- Rhaphidophora mulmeinensis
- Rhaphidophora mutica
- Rhaphidophora negaraensis
- Rhaphidophora neglecta
- Rhaphidophora obesa
- Rhaphidophora obtuselaminata
- Rhaphidophora oophaga
- Rhaphidophora pahangensis
- Rhaphidophora pangrango
- Rhaphidophora ponapensis
- Rhaphidophora pubescens
- Rhaphidophora rasilis
- Rhaphidophora rechingeri
- Rhaphidophora recta
- Rhaphidophora rufobrunnea
- Rhaphidophora sarasini
- Rhaphidophora sichuanensis
- Rhaphidophora sinica
- Rhaphidophora songbaensis
- Rhaphidophora stridulans
- Rhaphidophora taiwana
- Rhaphidophora tamanensis
- Rhaphidophora testacea
- Rhaphidophora thaiensis
- Rhaphidophora vasiliji
- Rhaphidophora vietensis